# Lâu đài Skabersjö
Lâu đài Skabersjö (tiếng Thụy Điển: Skabersjö slott) là một lâu đài ở Svedala, Scania, phía nam Thụy Điển. Lâu đài này có cự ly 12 km về phía đông nam Malmö.